# 大陸銀行 (上海)
大陸銀行大樓是上海市的一座建築，由大陆银行兴建，1931年5月动工，1933年11月竣工。中華民国大陸时期，这座建筑是大陆银行在上海的主要办公地点。後來該建築更名為上投大厦。现在该建筑由上海国际信托有限公司使用。